# 迦密山

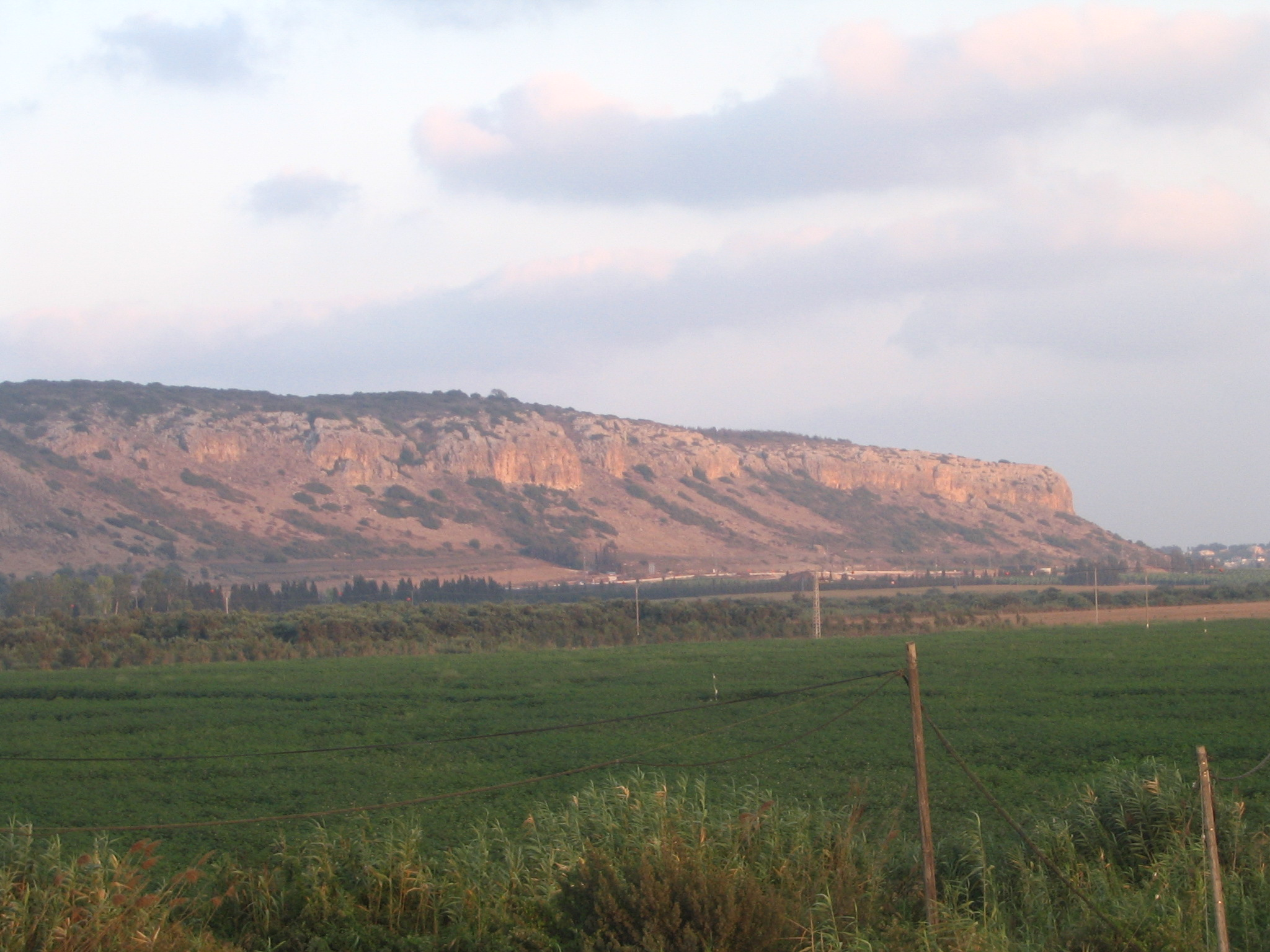
迦密山

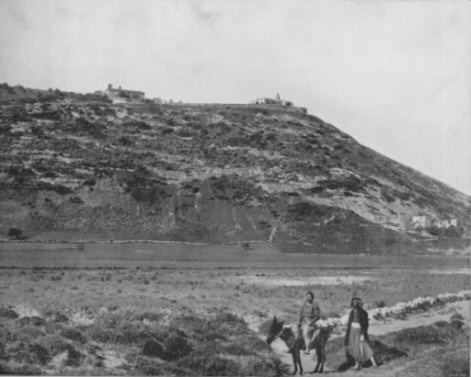
1894年的迦密山

迦密山（英语：Mount Carmel，希伯来语：הַר הַכַּרְמֶל，阿拉伯语：الكرمل‎或جبل مار إلياس），又譯卡尔迈勒山、卡梅爾山、加爾默羅山、加爾默耳山、加爾慕羅山，是以色列北部的一個山脈，瀕臨地中海。得名於希伯來語“Karem El”，意思是「上帝的葡萄園」。古代這裡是一片葡萄園，而且始終以其肥沃著稱。
4世紀的敘利亞哲學家楊布里科斯這樣描寫迦密山：「眾山中最神聖的，群眾禁止靠近」。
「加尔默罗聖母」是聖母瑪利亞的一個頭銜，以紀念她將「聖母聖衣 」（Scapular of Our Lady of Mount Carmel）贈給圣西蒙。聖母聖衣節在7月16日慶祝。
于2015年7月，联合国教科文组织将迦密山的原始人类遗址列为人类遗产地。范围包括迦密山山脉的西坡，含有塔本、贾马尔、埃尔瓦德和斯胡尔等4个洞穴，占地54公顷。

## 地理
迦密山長39公里，寬約8公里，高525.4米。海法市就位於迦密山西側的海角，一部分位於其底部，還有幾個較小的城鎮，内舍尔和提拉特哈卡梅尔。沿著山脊，有德魯茲人城鎮达利亚特·阿尔·卡梅尔和伊斯菲亚，2003年已經合併成立迦密市（24,400人）。迦密山東部有约克尼穆鎮，南面有齐克龙·雅各夫鎮。

## 歷史
聖經提及迦密山。至高上主的先知以利亞與服事外邦神巴力的450人在迦密山上分別築壇獻祭，結果發生神蹟，上主的壇上降下火燒盡燔祭，以利亞獲勝，並當場命百姓殺死了巴力的450名先知。
12世紀，羅馬天主教修會加爾默羅會由義大利人貝托爾德（Bertold）成立於迦密山。貝托爾德是一名朝聖者或十字軍。加爾默羅會後來發展成全世界主要的天主教修會之一。1281年以前，加爾默羅會章程規定：「從先知以利亞和以利沙虔誠地住在迦密山時起，舊約和新約中的教父們」
第一次世界大戰期間，迦密山扮演了重要的戰略角色，是1918年英軍與奧斯曼帝國對戰的轉捩點。

## 考古
從1930年到1932年，以色列的考古學家在迦密山多個山谷發掘出尼安德特人的遺骸。

## 其他使用
迦密山在许多宗教中都被认为是圣山，如 猶太教，基督教， 愛色尼派，并且至今影响了许多其他宗教運動（如 巴哈伊信仰）和文献，意味着在事实上，它扮演了世界遺產的角色。
世界上有許多其他的山名或地名都根據聖經上的迦密山而命名。

## 外部連結
- Mount Carmel - BiblePlaces.com, pictures and text illuminating the biblical site of 迦密山
- 從迦密山到Mount Ecclesia, a Christian mystic view
- 迦密山mel Area Reviews （页面存档备份，存于）, texts and photos

- The Essene Netzarim Yahad （页面存档备份，存于）
- A school located in San Diego

32°44′N 35°03′E / 32.733°N 35.050°E